# Coffre mégalithique de Bellevue
Le coffre mégalithique de Bellevue est une petite sépulture mégalithique située à Presles, dans le département du Val-d'Oise en France.

## Historique
La tombe a été découverte en 1901 dans le parc du château de Bellevue lors des travaux de construction de la route de Presles à Prérolles. Elle a été fouillée par Fouju.

## Description
La sépulture a été construite à 85 m d'altitude. C'est un coffre rectangulaire constitué de quatre dalles en calcaire ne dépassant pas 60 à 80 cm de hauteur pour 25 cm d'épaisseur, délimitant une chambre de 1,75 m de long sur 0,75 m de large. Son grand axe est orienté nord-ouest/sud-est. Le sol est dallé. Le coffre fut découvert sans couverture. L'existence d'une ouverture, qui aurait permis des inhumations successives, n'est pas démontrée bien qu'une cassure dans la dalle nord-ouest pourrait en faire usage.
Selon Fouju, les petits blocs de calcaire trouvés autour du coffre sur une aire de forme ovale (4,50 m sur 3 m) correspondraient aux vestiges d'un tumulus.

## Couche archéologique
Le coffre contenait les ossements d'au moins 8 squelettes : 3 femmes, 2 hommes, 3 enfants âgés de 8, 12 et 15 ans environ. Les ossements ont été retrouvés en mauvais état, seul un os long (fémur) a été retrouvé entier, et tous les crânes étaient écrasés. Compte tenu de l'espace disponible (environ 0,75 m3), une inhumation simultanée paraît difficile.
Le mobilier connu, conservé jusqu'en 1927 au château de Bellevue mais désormais disparu, était constitué d'une hache polie en silex, d'une hache-amulette en serpentine, d'un morceau de pyrite de fer et d'un tesson de poterie (de couleur brune et de facture grossière) attribué au néolithique retrouvé associé avec des fragments de coquille. D'autres tessons, de type mérovingien, retrouvés sur place attestent d'une violation de la sépulture.